# Jacek Ziarkowski
Jacek Ziarkowski (ur. 23 stycznia 1975 w Rejowcu Fabrycznym) – polski piłkarz, grający na pozycji napastnika. 

## Kariera
Znany głównie z występów w Odrze Wodzisław Śląski dla której strzelił 16 bramek w Ekstraklasie. W barwach Dyskobolii Grodzisk Wlkp. wywalczył Puchar Polski. W sezonie 2001/02, jako zawodnik Hetmana Zamość, zdobył tytuł Króla Strzelców II ligi (22 gole).